# ديشوم
ديشوم، قرية فلسطينية تبعد 12 كيلومتر شمال مدينة صفد، بالقُرب من الحدود اللبنانية. ترتبط بكل من صفد والقرى العربية المجاورة بطرق ثانوية.
نشأت ديشوم فوق الحافة الشمالية لوادي الحنداج على ارتفاع 600م عن سطح البحر. امتدت مبانيها على طول الجانب الأيسر للطريق علما– قَدَس وقارب عدد بيوت القرية 130 بيتًا في عام 1945. للقرية أهمية عسكرية من الناحية الطبوغرافية إضافةً إلى أهميّتها الاقتصادية كمصدر للأشجار الوقائية والإنتاجية.
يبلغ مجموع الأراضي التابعة لديشوم 23,044 دونمًا، لا يملك اليهود من أراضيها شيئًا. مارس سكانها العرب حرفة الزراعة، قطع الأخشاب وتربية المواشي. أهم منتجاتها الزراعية الحبوب، الفواكه والزيتون. أمّا المياه السطحية فكانت تتوافر في سيل الحنداج الذي يمرّ من أراضي القرية ويروي مزارعها المحيطة بها كما انه كان يتوسط القرية عين ماء بجانب الساحة إضافةً إلى مياه الأمطار التي تعتمد عليها محاصيل الزراعة الجافة. كما اهتم سكان القرية بتربية الخيول لأنهم ينحدرون من أصل جزائري، وهم أحفاد فرسان الجزائر الذين حاربوا الاستعمار الفرنسي مع الأمير الجزائري عبد القادر الجزائري.
انخفض عدد سكان ديشوم من 476 نسمة في عام 1922 إلى 438 نسمة في عام 1931. ثمّ ارتفع إلى 590 نسمة في عام 1945. تدل البقاع الأثرية الواقعة بجوار القرية على أنّ منطقة ديشوم كانت معمورة في الماضي، الفضل في ذلك يعود إلى وجود سيل الحنداج فيها.
كانت لسكان ديشوم مآثر كثيرة في ثورات فلسطين المختلفة، لذلك بادر اليهود إلى طردهم عام 1948 ودمروا قريتهم ثم أقاموا قريبًا منها مستعمرة “ديشون” عام 1952.

## احتلال القرية وتطهيرها عرقيًّا
يقول المؤرخ الإسرائيلي بيني موريس أن ديشوم كانت خالية عندما دخلتها القوات الإسرائيلية يوم 30 تشرين الأول/أكتوبر 1948، في المراحل الأولى من عملية حيرام. يضيف موريس أن القرية ربما أُخليت عندما بلغتها أنباء المجازر التي ارتكبها جنود اللواء «شيفع» (السابع) في قريتي صفصاف والجش المجاورتين، والأرجح أن وحدات من اللواء نفسه وصلت إلى ديشوم في مرحلة لاحقة من العملية نفسها، ذلك في سياق ضم أجزاء من الجليل الشرقي. ونظرًا إلى موقع القرية فمن الجائز أن يكون سكانها طردوا إلى لبنان.
سكان قرية ديشوم اليوم يفوق عددهم 6000 نسمة موزعين بين مخيمات لبنان وسوريا ومنهم من بقي في فلسطين.

## القرية اليوم
الدلائل الوحيدة الباقية على أن ديشوم كانت قائمة فيما مضى هي أكوام الحجارة من المنازل والمصاطب المدمرة.
ينبت اليوم في الموقع الصبّار والشوك، وتستغل مستوطنة «ديشون» الأراضي المحيطة بالموقع لرعي المواشي ولزراعة التفاح.

## المستعمرات الإسرائيلية على أراضي القرية
في سنة 1953، أُنشئت مستعمرة ديشون إلى الشرق مباشرة من موقع القرية.

## وصلات خارجية
- الدوارة ترحب بكم
- ديشوم من مركز خليل السكاكيني الثقافي